# えいごリアン
『えいごリアン』は、NHK教育テレビ（現：NHK Eテレ）で2000年度から2008年度まで放送されていた小学生向けの英語教育番組、および一連のシリーズ番組。この記事では、本シリーズに属する3つの派生番組についても記述する。

## 概要
2000年度から導入された「総合的な学習の時間（総合学習）」によりニーズの高まる、小学校英語教育および国際理解教育のための学校放送番組。日常的な英語表現や会話に慣れ親しみ、また、諸外国の文化を知ることで、国際社会でのコミュニケーション能力を育んでいくことを目的としている。
各番組には、「えいごリアン」と呼ばれるキノコをモチーフにしたCGキャラクターが登場する。
2003年12月から行われていた地上デジタル放送ではHD非対応のため、画面サイズが16:9の場合には左右に灰色の枠が入っていた。
2009年3月13日をもって全シリーズの放送を終了。しかし、2005年度以降新規撮影は行っておらず、『えいごリアン』に至っては終了まで2000年あるいは2001年
の再放送を繰り返していた。学校向け教材としてDVD・VHSソフトが販売されているほか、「すくどう」にて動画が配信されていた。『えいごリアン』のミュージック・コレクションのCDも販売されている。
NHK for Schoolでは2024年度まで『えいごリアン』と『スーパーえいごリアン』のそれぞれ5回が配信されていた。エンディングの一部のスタッフテロップにぼかし加工が取られている。

## えいごリアン → えいごリアン4
1999年12月20日にパイロット版を放送した後、2000年4月11日からレギュラー放送を行っていた 
小学校中学年向けの番組。2003年夏季に放送されていた「おはなしえいごリアン」は「すくどう」では動画が配信されず、DVD・VHSのみとなっている。2006年4月14日からは『えいごリアン4』と題して放送されていたが（放送内容は同一）、こちらは2008年2月25日の放送を最後に行われていない。シリーズ第1弾。
毎回、ある1つの英語表現をテーマにして、「えいごリアン」の世界に迷い込んでしまった日本人・ユージ（中村有志）が、「えいごリアン」の住人であるジャニカ、マイケルの2人のアメリカ人と遊びながらテーマの表現を理解する…という内容のコメディ劇を中心に、ユージが変身して街に出ていろんな所へ行く小学生・ミニ・ユージ（島貫竜馬、菊谷光）がチャレンジコーナーをしている。アニメ「マヨケチャ」、歌などのいくつかのミニコーナーで構成されている。2001年度からはマンスール（マンスール・ジャーニュ）にセミレギュラーを加えて出演した。ただし、一部の日本語を喋ると可能となる。
出演
- 中村有志（ユージ）
- ジャニカ・サウスウィック（ジャニカ）
- マイケル・ネイシュタット（マイケル）
- マンスール・ジャーニュ（マンスール）
- 島貫竜馬（2000年度のミニ・ユージ）
- 菊谷光（2001年度のミニ・ユージ）

キノコキャラ
えいごリアン（2000年度）
- (1) まるまっしゅ
- (2) べにてん
- (3) 才蔵
- (4) かぶきん
- (5) ももも
- (6) カサノスケ
- (7) にょっき
- (8) タップルン
- (9) おどびらくん
- (10) ういんなー
- (11) ちゃちゃろう
- (12) アントニオ
- (13) えろり
- (14) ららほうし
- (15) ジュンケ
- (16) ぴろしき
- (17) ぼち
- (18) だんすでんき
- (19) のってんかってん
- (20) スー次郎

えいごリアン2（2001年度）
- (21) ほねったー
- (22) リオ
- (23) ぷりこぷらん
- (24) なすまろ
- (25) トックリン
- (26) べっこん
- (27) だん
- (28) ブラッソワ
- (29) めろんな
- (30) ひゅーすとん
- (31) モモよーじ
- (32) ムギ
- (33) ぷっくん
- (34) らんぷーこ
- (35) たいらん
- (36) ランス
- (37) ツブリーヌ
- (38) ドームン
- (39) ほそださん
- (40) フリンフリン

### 放映リスト

#### 2000年度
1. 英語でHi! みんな友だち[7]
2. 友だちは今日は元気かな？
3. 教えて、きみの家族のこと
4. こまったときは、聞いてみよう
5. ふしぎなものがいっぱいあるね！
6. きみの町はどんな町？
7. だれにもあるよね、すき・きらい
8. ぼくの言うとおりにやるんだよ！
9. 数えるのって楽しいね！
10. 教えて、きみの得意わざ
11. さあ、何して遊ぼうか？
12. これ、だれの？ぼくのだよ
13. 知らない道もこわくない
14. 今日は何年、何月、何日？
15. 大変！時計を忘れちゃった！
16. ぼくスパゲッティ、きみはなに？
17. 好きなものは何？
18. Hello! そっちの天気はどう？
19. 友だちのことがとても心配
20. だめだよ！あっごめん

#### 2001年度
1. あいさつから始めよう！
2. えっ、これ何？あれ何？
3. 人の好みはいろいろ
4. ちょっと！どこへ行くの？
5. 知らない子がやって来た
6. どんどん数えてみよう！
7. それっていつだっけ？
8. いい物、見せてあげようか？
9. さあ、ゲームだ！ゲームだ！
10. クイズの達人は誰だ？
11. じゃあ、何時に来られるの？
12. 友だちからのプレゼント
13. ねえ、ぼくにもやらせて！
14. ねえ、これ知ってる？
15. お願い！それを見せて
16. 今日は何して遊ぶ？
17. ぼくが道案内するよ
18. いちばん欲ばりなのは誰？
19. あのね、これ頼める？
20. 気楽にいこうよ！

### チャレンジコーナーのロケ地
- つくばインターナショナルスクール（1回・12回・20回）
- 横浜インターナショナルスクール（21回）
- 東京インドネシア共和国学校（31回）

## スーパーえいごリアン
2001年12月25日にパイロット版を放送した後、2002年4月9日からレギュラー放送を行っていた小学校高学年向けの番組。2009年3月13日の放送をもって終了。シリーズ第2弾。本作品の映像ソフトは、VHSビデオでのセルおよびレンタルのみで、DVD等でのリリースはされていない。
オーストラリア人・サイモンと3人の子供たちが、日本で生活する外国人の元に訪れ、異文化体験をしたり、英語を介して交流する内容が中心。
出演
- サイモン・ブルース（サイモン）

小学生（2002年度）
- 清水芽衣（メイ）
- 斉藤美由紀（ミユキ）
- 松本尚也（ナオヤ）

小学生（2003年度）
- 相澤隆史（タカシ）
- 瓜田あすみ（アスミ）
- 田嶋友（ユウ）
- ほか

キノコキャラ
スーパーえいごリアン（2002年度）
- (1) ポップコーン
- (2) アニマルフーズ
- (3) オセロ
- (4) 絵の具
- (5) ボウリング
- (6) カラス
- (7) バーコード
- (8) ミュージカル
- (9) 肥満
- (10) サラリーマン
- (11) ロードランナー
- (12) もしもしどの
- (13) ダニ
- (14) 鉄
- (15) クリスマスツリー
- (16) 餃子
- (17) 運動会
- (18) 哺乳類
- (19) 惑星
- (20) 足跡

スーパーえいごリアン2（2003年度）
- (1) シャボン玉
- (2) フライングディスク
- (3) 熱帯魚
- (4) 野鳥
- (5) 粘土
- (6) フライフィッシング
- (7) 日焼け
- (8) フラガール
- (9) ゾウ使い
- (10) 太極拳
- (11) 太鼓
- (12) マトリョーシカ
- (13) 陶器
- (14) オカリナ
- (15) 漬物
- (16) 子供
- (17) ジュース
- (18) 影絵
- (19) ボール
- (20) 観客

### 放映リスト

#### 2002年度
1. ポップコーンを作ろう
2. 動物の食べ物
3. 世界の子どもの遊び
4. ウォールペインティングに挑戦
5. ボウリングで勝負！
6. 北はどっちだ？
7. キャンプの買い物
8. お気に入りのミュージシャン
9. 測ってみよう
10. 大人の仕事
11. これ、何の記号
12. 国際電話をかけよう
13. 家の中を探検しよう
14. だれの落し物？
15. いつもとちがうクリスマス
16. ぎょうざでお正月
17. 形でデザインしよう
18. 物の歴史をたどろう
19. 大きな大きな数
20. 足跡を追え！

#### 2003年度
1. シャボン玉の達人になろう
2. フライングディスクに挑戦
3. 熱帯魚を育てよう
4. バードウォッチャーになろう
5. 世界で１本のアニメーション
6. フライフィッシングをしよう
7. くん製を作ろう
8. フラダンスを踊ろう
9. ゾウ使いに挑戦！
10. 太極拳をマスターしよう
11. アフリカの太鼓をたたこう
12. ロシアのふるさとの味
13. はじめての伝統工芸
14. フォルクローレの音色
15. 韓国の赤い食卓
16. いっしょに遊ぼう！
17. パーティーへ行こう
18. ガムランを演奏しよう
19. クリケットって知ってる？
20. お話を聞こう

## えいごリアン3
2004年8月9日にパイロット版『えいごリアンズ3rd』を放送した後、2005年4月4日からレギュラー放送を行っていた小学3年生向けの番組。2009年3月13日の放送をもって終了。タイトルの「3」はシリーズ第3弾というのと3年生向け番組というのを掛けている。「すくどう」では動画が配信されず、DVD・VHSのみとなっている。上述の2番組はそれぞれ2年度分が制作されていたのに対し、本番組は1年度分のみの制作である。
英会話が堪能の母との交流で、ひょんなことから知り合った、英語を喋ることが苦手な米屋の息子・ヒロシ（品川祐）と、ほとんど日本語が分からない謎の外国人・デビッドが、えいごリ町にある「品川米店」を舞台として、言葉の壁に四苦八苦しながらもコミュニケーションを取る…という内容のミニドラマを中心に、「カプセル侍」（CGアニメ）等のいくつかのミニコーナーで構成される。上述の2番組と異なり、歓声を上げた時以外でこの番組だけ日本語が多く使用されている。日本人で英会話ができたのはヒロシの母のみであったが出番は少なく、ヒロシの父に至っては会話どころか交流すらまったくできず、デビッドとの交流後はリスニングCDを聴いていた。ヒロシなどそれ以外の町人たちは、デビッドの話す中の英単語で日本語混じりだが会話を成立させている。
出演
- 品川祐（品川庄司）
- デビッド・オルソン
- 渡辺哲 - 品川の父（米屋の店主）
- 田島令子 - 品川の母・モモコ
- 岩本多代 - 品川の祖母
- 宮川響
- 新見紗央
- マイケル・ネイシュタット
- デビット・ニール - Jay
- ルミコ・バーンズ - Fox
- ほか

カプセル侍
- うるまでるび - CGデザイン、「カプセル侍のうた」作詞
- 松前公高 - 「カプセル侍のうた」作曲・歌